# Ernst Emmerig (Verwaltungsjurist)
Ernst Emmerig (* 9. März 1916 in München; † 9. Mai 1999 in Regensburg) war ein deutscher Verwaltungsjurist, Hochschullehrer, Regierungspräsident der Oberpfalz und Heimatkundler des Egerlands.

## Leben
Ernst Emmerigs Eltern stammten aus Brennberg und Waldershof. Er war verheiratet und fünffacher Vater. Sein erstgeborener Sohn ist der Schriftsteller und Komponist Thomas Emmerig.

### Ausbildung und Beruf
Er studierte ab 1935 Rechtswissenschaften an der Julius-Maximilians-Universität Würzburg und der Ludwig-Maximilians-Universität München. Dieses wurde unterbrochen vom Kriegsdienst in Frankreich, Russland und Nordafrika und anschließender US-amerikanischer Kriegsgefangenschaft. 1948/1949 legte er in München sein Staatsexamen ab und promovierte dort.
Danach trat er in den bayerischen Staatsdienst ein und war zunächst bei der Regierung der Oberpfalz und anschließend von 1950 bis 1960 im Bayerischen Innenministerium tätig. Von Oktober 1962 bis zu seiner Pensionierung Ende März 1981 war er Regierungspräsident der Oberpfalz. Ab 1978 dozierte er als Honorarprofessor für Verwaltungsrecht an der Universität Regensburg. Eines seiner verwaltungsjuristischen Schwerpunktthemen war das Bayerische Landespolizeirecht.

### Nebenberufliches Engagement und weitere Ämter
Nebenberuflich befasste sich Emmerig mit der Kulturgeschichte des Egerlandes und gab unter anderem den Regensburger Almanach heraus und war Initiator der Beiträge zur Geschichte und Landeskunde der Oberpfalz.
Er war von 1964 bis 1993 Bezirksvorsitzender Oberpfalz im Volksbund Deutsche Kriegsgräberfürsorge, von 1965 bis 1977 Bezirksverbandvorsitzender Niederbayern/Oberpfalz des Bayerischen Roten Kreuzes, von 1974 bis 1982 Vorsitzender des Vereins der Freunde der Universität Regensburg und von 1981 bis 1990 Vorstandsvorsitzender des Ostbayerischen Technologie-Transfer-Instituts (OTTI).

## Auszeichnungen und Ehrungen
- 1965: Bayerischer Verdienstorden
- 1973: Bundesverdienstkreuz 1. Klasse
- 1977: Ehrenvorsitz, Bezirksverband Bayerisches Rotes Kreuz Niederbayern/Oberpfalz
- 1978: Albertus-Magnus-Medaille, Stadt Regensburg
- 1981: Großes Bundesverdienstkreuz
- 1984: Kulturpreis der Stadt Regensburg
- 1993: Waldschmidt-Preis, Waldschmidt-Verein, Eschlkam
- 1994: Nordgaupreis des Oberpfälzer Kulturbundes in der Kategorie „Norgauförderung“
- Ehrenmitgliedschaft, Oberpfälzer Kulturbund

## Schriften
- Kulturlandschaft Oberpfalz. Gestalt und Gestalten eines Regierungsbezirks. Laßleben 1989
- Oberpfälzer Gestalten von europäischer Bedeutung. Beiträge zur Geschichte und Landeskunde der Oberpfalz. Heft 29. 1994